# Cizhou-Brennofen

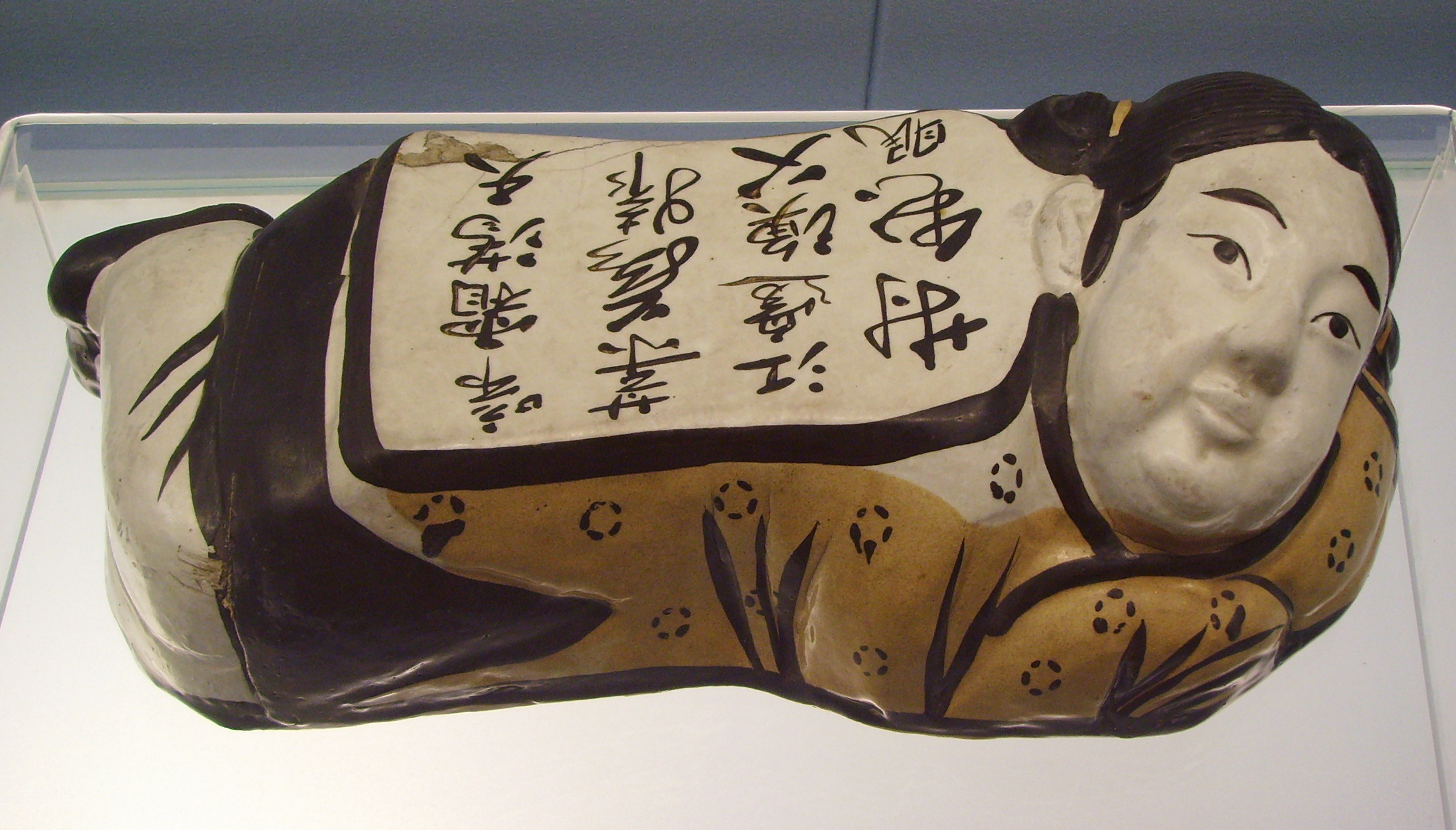
Porzellankopfstütze aus dem Cizhou-Brennofen

Cizhou-Brennofen (chinesisch 磁州窑, Pinyin Cízhōu yáo, englisch Cizhou Kiln) ist die Bezeichnung für im früheren Ort namens Cizhou der bezirksfreien Stadt Handan im Süden der chinesischen Provinz Hebei befindliche Keramikbrennöfen aus der Zeit seit der Song-Dynastie. 
Berühmte Arbeiten sind die Keramikkopfstützen aus der Song-, Dschurdschen- und Mongolen-Zeit, darunter die berühmte Porzellankopfstütze mit dem Dekor eines angelnden Knaben aus der Zeit der Song-Dynastie und die Vase mit schwarzem Blumendekor auf weißem Grund aus derselben Zeit, wobei báidìhēihuā (白地黑花) einen Fachbegriff für eine Art von Glasur darstellt, bei der Mineralien wie Eisen und Mangan als Zutaten für das Material verwendet werden, um schwarze Blumenmuster auf den weißen Porzellankörper zu zeichnen.
Die Stätte des Cizhou-Brennofens steht seit 1996 auf der Liste der Denkmäler der Volksrepublik China (4–44).  